# Ljudmila Alexejevová
Ljudmila Michajlovna Alexejevová (rusky Людмила Михайловна Алексеева; 20. července 1927, Jevpatorija, SSSR – 8. prosince 2018 Moskva) byla ruská historička, aktivistka na poli ochrany lidských práv a zakládající člen Moskevské helsinské skupiny.

## Ocenění (výběr)
V roce 2009 jí byla společně s dalšími představiteli hnutí Memorial udělena Sacharovova cena za svobodu myšlení. O šest let později obdržela ve Štrasburku Mezinárodní cenu Václava Havla za lidská práva.